# Museu del naufragi de Key West
El Museu del Naufragi de Key West (anteriorment Shipwreck Historeum) està situat a Key West, Florida, Estats Units. Combina actors, pel·lícules i artefactes reals per explicar la història de 400 anys de salvament de naufragis als Cayos de Florida. El museu en si és una recreació d'un magatzem del segle xix construït pel magnat de la grua Asa Tift. Molts dels artefactes en exhibició són del redescobriment el 1985 del vaixell naufragat Isaac Allerton, que es va enfonsar el 1856 a l'escull dels Cayos de Florida i va resultar ser un dels naufragis més rics en la història de Key West, el que va resultar la quantitat monetària més gran del Tribunal Federal de Naufragi. premi pel salvament d'un sol vaixell
El guia del museu, que representa Asa Tift, explica la història des del punt de vista mentre explica com aquesta indústria inusual va proporcionar el suport a tota l'illa de Key West en un moment en què tenia la població més gran de l'estat. .
Els visitants poden pujar a la torre d'observació de 65 peus d'alçada.

## Nuestra Señora de las Maravillas
També s'hi inclouen relíquies de galions espanyols, inclosa una barra de plata rescatada de Nuestra Señora de las Maravillas que s'anima els convidats a intentar aixecar.
Al cap de 350 anys, un equip d'arqueòlegs ha trobat el tresor que anava a bord del galió espanyol Nostra Senyora de les Meravelles el 1656. Cadenes i penjolls d'or i altres artefactes al llarg del rastre de més de 9 milles de llargària de les restes del naufragi. Entre les joies que s'hi han trobat, hi ha un penjoll d'or amb la creu de Santiago i altres joies amb símbols dels pelegrins del Camí de Sant Jaume.

## Galeria

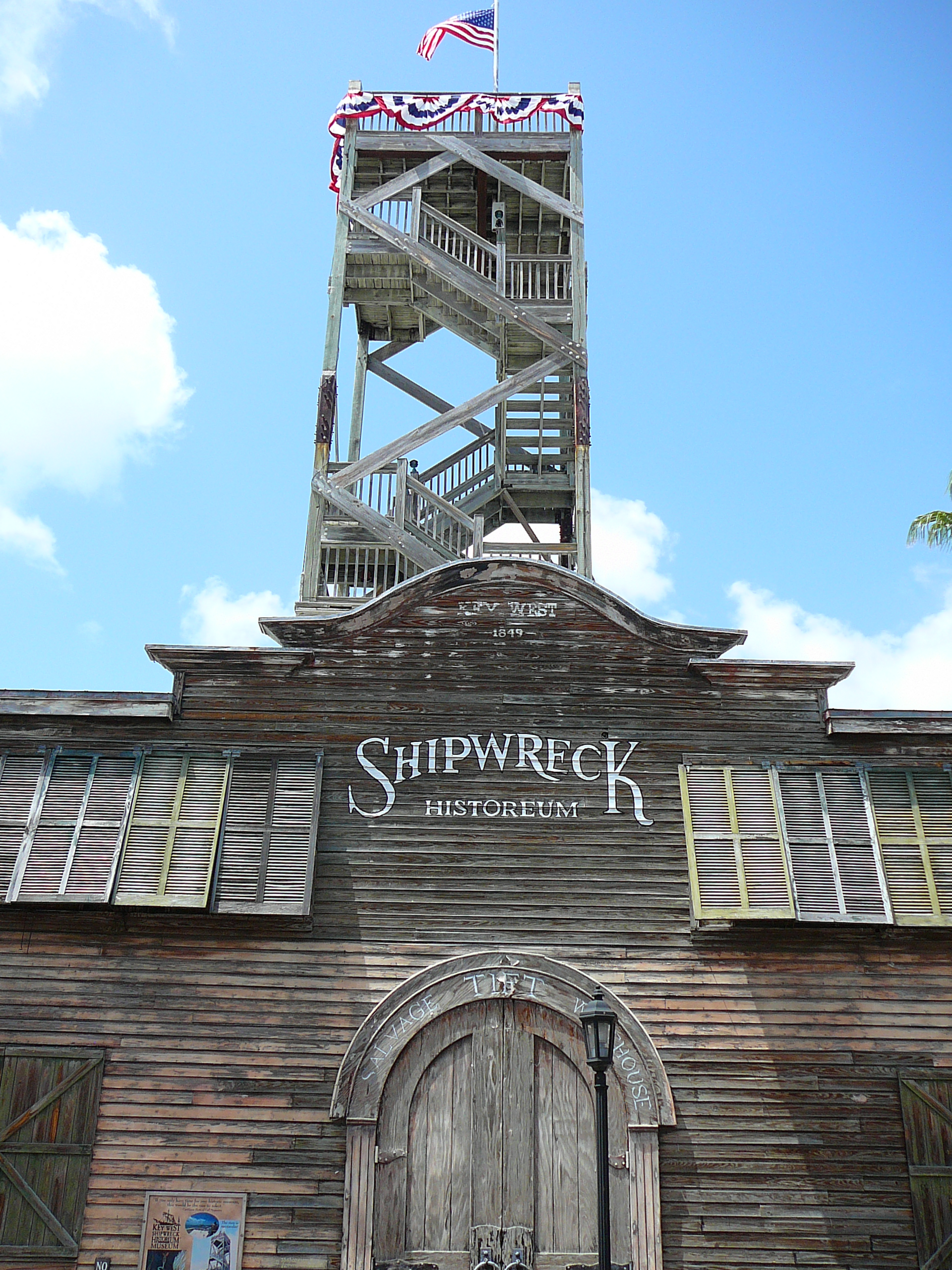
Part posterior
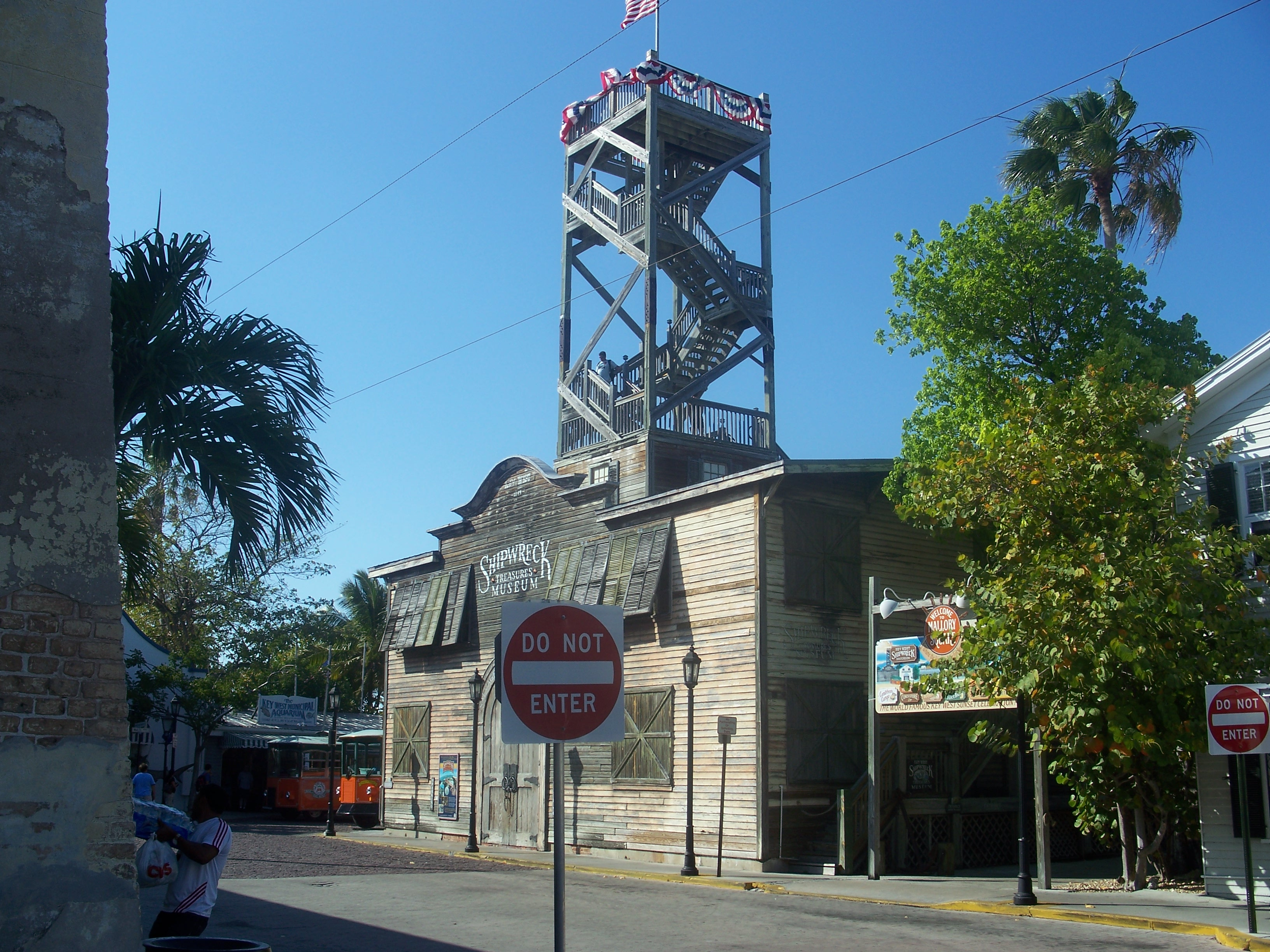